# 이기백 (1931년)
이기백(李基百, 1931년 10월 20일~2019년 12월 16일)은 대한민국의 군인을 지낸 정치인이다.
본관은 고성(固城)이고 호는 석관(石寬)이며 세종특별자치시 출생이다. 전두환 전 대통령과는 육군사관학교 동기이며, 제5공화국에서 합참의장과 국방부장관을 지냈다. 평화의 댐 사건의 주역 중 한 명이다. 전직 군장성 모임인 성우회 회원과 한나라당 특임고문으로 활동하였고, 군사 현안에 대해 보수주의적 목소리를 내었다.

## 일화
이기백은 아웅 산 묘역 폭탄테러사건 당시 합동참모본부 의장의 자격으로 전두환 당시 대통령을 수행하여 아웅산 묘소를 참배하러 갔다. 그런데 이때 아웅 산 묘역 폭탄테러사건이 발생하자 피해를 입었지만 사건 당시 전속부관이었던 전인범 중위의 신속한 응급조치로 인하여 18명의 장·차관들 중 유일하게 생존했다. 이 사고를 당한 이기백은 귀국 후 자신의 모교인 육군사관학교에 이 당시 입고있던 정복을 기증하였으며 현재도 이 정복은 육군사관학교 박물관에 전시되어 있다.
대국민 사기극 평화의 댐 건설을 주도한 주역이다. 1986년 북한이 추진하던 금강산댐의 위협을 과대 포장했다. 이규호 건설부 장관은 1986년10월말 무시무시한 특별 담화를 내놓았다. ‘북한이 200억t의 담수용량을 가진 금강산댐(임남댐)을 건설 중이며 댐이 무너지면 63빌딩 중턱까지 물이 차오르게 될 것이다.’ 주요 신문들의 ‘물의 남침’, ‘서울 전역 침수’ 등 보도에 국민들은 불안에 떨었다. 결정적으로 이기백 국방부 장관의 “200억t 물로 수공작전을 전개하면 그 위력이 핵무기보다 크다.”는 발표가 국민들을 공포에 떨게 만들었다.

## 학력
- 1950년: 충청남도 대전고등공업학교 졸업
- 1955년: 대한민국 육군사관학교 제11기 (공학사)
- 1957년: 대한민국 육군보병학교 졸업
- 1958년: 대한민국 육군통신학교 졸업
- 1959년: 대한민국 육군공병학교 졸업
- 1960년: 미국 육군포병학교 졸업
- 1962년: 대한민국 육군포병학교 졸업
- 1963년: 대한민국 육군기갑학교 졸업
- 1966년: 대한민국 육군대학 졸업
- 1970년: 미국 육군참모대학교 졸업
- 1972년: 대한민국 국방대학교 행정학사 17기
- 1983년: 한양대학교 행정대학원 행정학 석사

## 약력
- 1970년: 육군대학 특수학부장
- 1972년: 연대장
- 1973년: 육군 전투교육사령부 교육참모
- 1975년: 3사 교수부장
- 1976년: 육군 수도군단 참모장
- 1977년: 훈련단장
- 1979년: 사단장
- 1980년: 국가보위비상대책위원회 운영위원장, 국가보위입법회의 입법의원
- 1981년: 군단장
- 1982년: 육군참모본부 차장
- 1983년: 2군사령관
- 1983년: 합동참모본부 의장
- 1985년: 예편(대장)
- 1986년: 국방부장관
- 1987년: 민주정의당 국책평가위원
- 1990년: 민주자유당 촉탁위원
- 1996년: 신한국당 특임위원
- 1998년: 한나라당 특임고문
- 2001년: 자유민주연합 특임고문

## 같이 보기
- 평화의 댐